# 源平火牛まつり
源平火牛まつり（げんぺいかぎゅうまつり）は、富山県小矢部市石動地区（旧 石動町）で毎年7月最終土曜日に行われていた祭で、メインイベントとして「火牛の計レース」が行われていた。

## 概要
まつりは1996年（平成8年）より行なわれ、メインイベントの「火牛の計レース」は、1183年の倶利伽羅峠の戦いで、源義仲が牛の角にたいまつを付けて放った奇襲攻撃で平家軍に大勝した故事にちなんで1999年（平成11年）より行われ、藁でできた巨大な牛を引いてタイムを競う。一般・子供の部があり午後に予選、夜に決勝レースが行われる。レースでは角部分に火が点けられる。
まつりの実行委員会は、2010年（平成22年）に北日本新聞地域社会賞受賞、2017年（平成29年）11月には、地方自治法施行70周年記念総務大臣表彰を受けた。
なお、小矢部市の公式マスコットはこの祭りの牛をモチーフに、メルヘン建築物が多く建つことにちなんで「メルギューくん」、メルギューくんの彼女は「メルモモちゃん」と命名されている。

## 火牛
藁で出来た一般の部の牛は、長さ4.0m、高さ2.5mの鉄骨の台車に大量のむしろや藁を使用し、牛の形に肉付けしたもので、重量は約700Kgある。なお子供の部の牛は約150Kgである。

## 終了
1990年から34年かけて行われてきたがスタッフの人員不足により、2024年から終了することが報じられた。